# Wappen von Antigua und Barbuda
Das Wappen von Antigua und Barbuda wurde im Jahr 1967 eingeführt.

## Beschreibung
Das Wappen wurde von Gordon Christopher entworfen und zeigt im Zentrum einen Schild, der in blaue und weiße Wellen geteilt ist, die das Meer darstellen.
Daraus erhebt sich vor schwarzem Himmel die aufgehende Sonne, ein Motiv, welches auch auf der Flagge von Antigua und Barbuda zu finden ist.
Die Zuckerrohrstaude links und die Zuckermühle in der Mitte verweisen auf das ehemalige Hauptgewerbe des Landes. Weitere Ertragsfrüchte werden dargestellt durch die Baumwollstaude rechts und die Ananas umgeben von vier roten Hibiskusblüten als Helmzier.
Der Schild wird von zwei Hirschen auf einer grünen Wiese gehalten. Der Hirsch gilt als Jagdtier der Insel Barbuda.
Darunter befindet sich das Spruchband mit dem englischen Wahlspruch von Antigua und Barbuda:
"Each Endeavouring, All Achieving"
(Jeder strengt sich an, alle haben Erfolg.)
Dieses Motto wurde vom ehemaligen Handelsminister James H. Carrot beigefügt.